# Звуконаслідувальна гіпотеза
Звуконаслідувальна гіпотеза — гіпотеза виникнення мови, полягає в тому, що мова виникла шляхом наслідування людиною звуків природи. Відтворення ревіння звірів, крику птахів, шуму води, вітру зумовлювало появу перших слів, наприклад, «му», «гав-гав», «дзінь-дзінь», «бац», «кап» тощо, від яких потім утворилися похідні типу «гавкати», «гавкання», «гавкіт», «капати», «капання», «капля» тощо. Інколи подібні за звучанням звуконаслідувальні слова властиві декільком мовам: наприклад, «зозуля» по-чеськи звучить «кукачка», по-французьки «куку», по-іспанськи «куко», по-румунськи «кук», по-болгарськи «кукавіца», по-словацьки «кукавіца», по-польськи «кукулка», по-російськи «кукушка». Проте зазвичай звуконаслідувальні слова в різних мовах не збігаються.
Ця гіпотеза була започаткована ще Демокрітом (460 до н. е. — ?) і Платоном (427—347 р. до н. е.). У XIX ст. її підтримував Вільям Уїтні (1827—1894).
Прийняти таку гіпотезу неможливо, бо згідно з нею мова виникла випадково, а не за необхідністю, тому існування суспільства для її виникнення не є обов'язковим. Слів, утворених шляхом звуконаслідування, дуже мало, причому в розвинених мовах їх значно більше, ніж у нерозвинених. І звучать вони в різних мовах, як було зазначено, неоднаково. Так, скажімо, українцям чується, що качка кричить «ках-ках», англійцям — «квак-квак» (англ. quack — «кахкати»), французам — «кан-кан» (фр. cancaner — «кахкати»), данцям — «рап-рап» (дан. гарре — «кахкати, гоготати»). А от найуживаніші слова («вода», «земля», «небо», «голова», «рука», «нога», «очі», «жити», «їсти», «пити», «ходити» тощо) не мають нічого спільного зі звуконаслідуванням. До того ж щоб наслідувати звуки природи, потрібно мати розвинений голосовий апарат, що передбачає тривалу попередню еволюцію. Отже, серйозно сприймати цю гіпотезу немає підстав. Тому М. Мюллер жартівливо назвав її «теорією гав-гав».